# Забужівка
Забужівка (рос. Забужевка) — село в Біловському районі Курської області Російської Федерації.
Населення становить 260 осіб. Входить до складу муніципального утворення Кондратовська сільрада.

## Історія
Населений пункт розташований на території українського етнічного та культурного краю Східна Слобожанщина.
Від 2004 року входить до складу муніципального утворення Кондратовська сільрада.

## Населення
| 2002 | 2010 |
| ---- | ---- |
| 298  | ↘260 |